# Thomas Scully
Thomas “Tom” Scully (født 14. januar 1990 i Invercargill) er en cykelrytter fra New Zealand, der senest kørte for EF Education-EasyPost.